# (38258) 1999 RD14
1999 RD14 (asteroide 38258) é um asteroide da cintura principal. Possui uma excentricidade de 0.02544410 e uma inclinação de 8.39169º.
Este asteroide foi descoberto no dia 7 de setembro de 1999 por LINEAR em Socorro.